# ビージェイ・リー
ビージェイ・リー（Beejay Lee、本名：バーナード・ロベルト・リー・ジュニア、Bernard Robert Lee, Jr.、1993年3月5日 ‐ ）は、アメリカ合衆国ドゥアルテ出身の陸上競技選手。専門は短距離走。100mで9秒99、200mで20秒11の自己ベストを持つ。2017年ロンドン世界選手権男子4×100mリレーの銀メダリストである（予選のみ出場）。

## 経歴

### 高校時代
ウェストコビーナ高校 (en) ではアメリカンフットボールに取り組み（ポジションはランニングバックとキックリターナー）、2010年と2011年にカリフォルニア学校教育連盟選手権（California Interscholastic Federation championships）で優勝を経験した。高校2年生の時に、アメリカンフットボールがシーズンオフの時に陸上チームに参加して才能を見出されると、高校3年時にはレベルの高いカリフォルニア州の大会の男子200mで3位に入った。

### 大学時代
アメリカンフットボールと陸上競技をするためニューメキシコ大学に進んだが、アメリカンフットボールでは出番が回ってこなかった。しかし、陸上競技では1年目から全米学生選手権（NCAA選手権）男子100mに出場、マウンテン・ウェスト・カンファレンス (en) 選手権男子200mでは優勝するなど活躍。1シーズンだけニューメキシコ大学で過ごし、南カリフォルニア大学に編入した。
南カリフォルニア大学では全米学生選手権の個人種目で決勝に進出することはできなかったが、男子4×100mリレーでは2014年と2015年に表彰台にあと一歩と迫る4位に入った。パシフィック12カンファレンス選手権では2013年の男子100mで1度、2014年と2015年の男子4×100mリレーで2度の優勝を経験した。
2015年6月の全米選手権では男子100mと男子200mで決勝に進出した。南カリフォルニア大学の選手が100mと200mの両種目で決勝に進出したのは（同一シーズンに限る）、1981年のジェームズ・サンフォード以来の快挙となった。男子100mは予選で10秒の壁を初めて破る9秒99（+1.7）、準決勝は追い風参考記録ながら2ラウンド連続の9秒台となる9秒94（+3.7）をマークしたが、決勝は10秒08（0.0）とタイムを落として6位に終わった（3位と0秒11差）。男子200mは予選を自己ベストの20秒18（+1.7）、準決勝を20秒43（-1.3）で突破し、決勝は予選のタイムを更に縮める20秒11（+0.4）の自己ベストをマークしたが、3位のウォーレス・スピアーモンに0秒01及ばず、惜しくも北京世界選手権アメリカ代表の座を逃した。

### 大学卒業以降
2017年6月の全米選手権男子100mでは2年ぶりに決勝に進出し、10秒11（-0.7）をマークして過去最高の5位に入った（3位と0秒05差）。この結果、ロンドン世界選手権男子4×100mリレーのアメリカ代表に選出。迎えた8月のロンドン世界選手権男子4×100mリレー予選ではアメリカチームの3走を務め、37秒70の全体1位で決勝進出に貢献した（決勝は未出場）。

## 自己ベスト
記録欄の（　）内の数字は風速（m/s）で、+は追い風を意味する。
| 種目 | 記録          | 年月日        | 場所       | 備考           |
| 屋外 | 屋外          | 屋外          | 屋外       | 屋外           |
| ---- | ------------- | ------------- | ---------- | -------------- |
| 100m | 9秒99 (+1.7)  | 2015年6月25日 | ユージーン |                |
| 100m | 9秒94w (+3.7) | 2015年6月26日 | ユージーン | 追い風参考記録 |
| 200m | 20秒11 (+0.4) | 2015年6月28日 | ユージーン |                |
| 室内 |               |               |            |                |
| 60m  | 6秒61         | 2015年2月28日 | シアトル   |                |
| 200m | 21秒00        | 2015年2月7日  | リンカーン |                |

## 主要大会成績
| 年   | 大会                        | 場所     | 種目    | 結果       | 記録          | 備考     |
| ---- | --------------------------- | -------- | ------- | ---------- | ------------- | -------- |
| 2015 | パンアメリカン競技大会 (en) | トロント | 100m    | 6位        | 10秒17 (+1.1) |          |
| 2015 | パンアメリカン競技大会 (en) | トロント | 200m    | 8位        | 20秒74 (+0.3) |          |
| 2015 | パンアメリカン競技大会 (en) | トロント | 4x100mR | 優勝       | 38秒27 (1走)  |          |
| 2015 | 北中米カリブ選手権 (en)     | サンホセ | 100m    | 8位        | 10秒36 (-0.1) |          |
| 2015 | 北中米カリブ選手権 (en)     | サンホセ | 4x100mR | 2位        | 38秒45 (3走)  |          |
| 2017 | 世界選手権                  | ロンドン | 4x100mR | 予選1組1着 | 37秒70 (3走)  | 決勝進出 |